# Giv'at Jizre'el
Giv'at Jizre'el (hebrejsky: גבעת יזרעאל) je vrch o nadmořské výšce 103 metrů v severním Izraeli.
Leží na nejzazším severozápadním okraji pohoří Gilboa v místech, kde tento masiv zvolna přechází do zemědělsky využívaného Jizre'elského údolí, cca 6 kilometrů jihovýchodně od města Afula a přímo v prostoru vesnice Jizre'el, která pokrývá celou vrcholovou partii kopce. Má podobu nevýrazného odlesněného návrší, které vystupuje z okolní rovinaté krajiny. Na severu se terén prudce propadá do Charodského údolí, na jižní a západní straně je přechod do Jizre'elského údolí plynulý. Na jihovýchodě pokračuje horský pás Gilboa pahorkem Tel Jizre'el, jenž fixuje původní polohu biblického města Jizre'el, které připomíná 2. kniha královská 9,10